# Парасоль (авиация)
Парасо́ль (фр. parasol, дословно — «парасоль — зонт, зонтик, ручной складной щиток, от солнца, дождя») — конструкция самолёта-моноплана с крылом, расположенным над фюзеляжем и крепящимся к последнему при помощи подкосов. 
Название данной конструкции происходит от самолёта Morane-Saulnier L, широко известного как «Моран-Парасоль». Конструкция широкого распространения не получила из-за невысоких аэродинамических характеристик, хотя применялась на боевых самолётах, в том числе и истребителях. В основном применялась на летающих лодках PBY-5 Catalina.
Обеспечивает отличный вид вниз и в стороны, так как обзор не затеняется крылом.

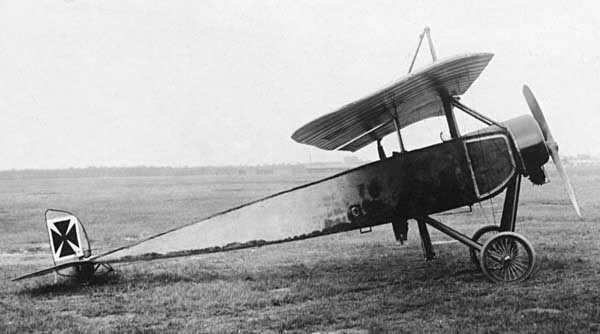
Самолёт Morane-Saulnier L, 1913 год.
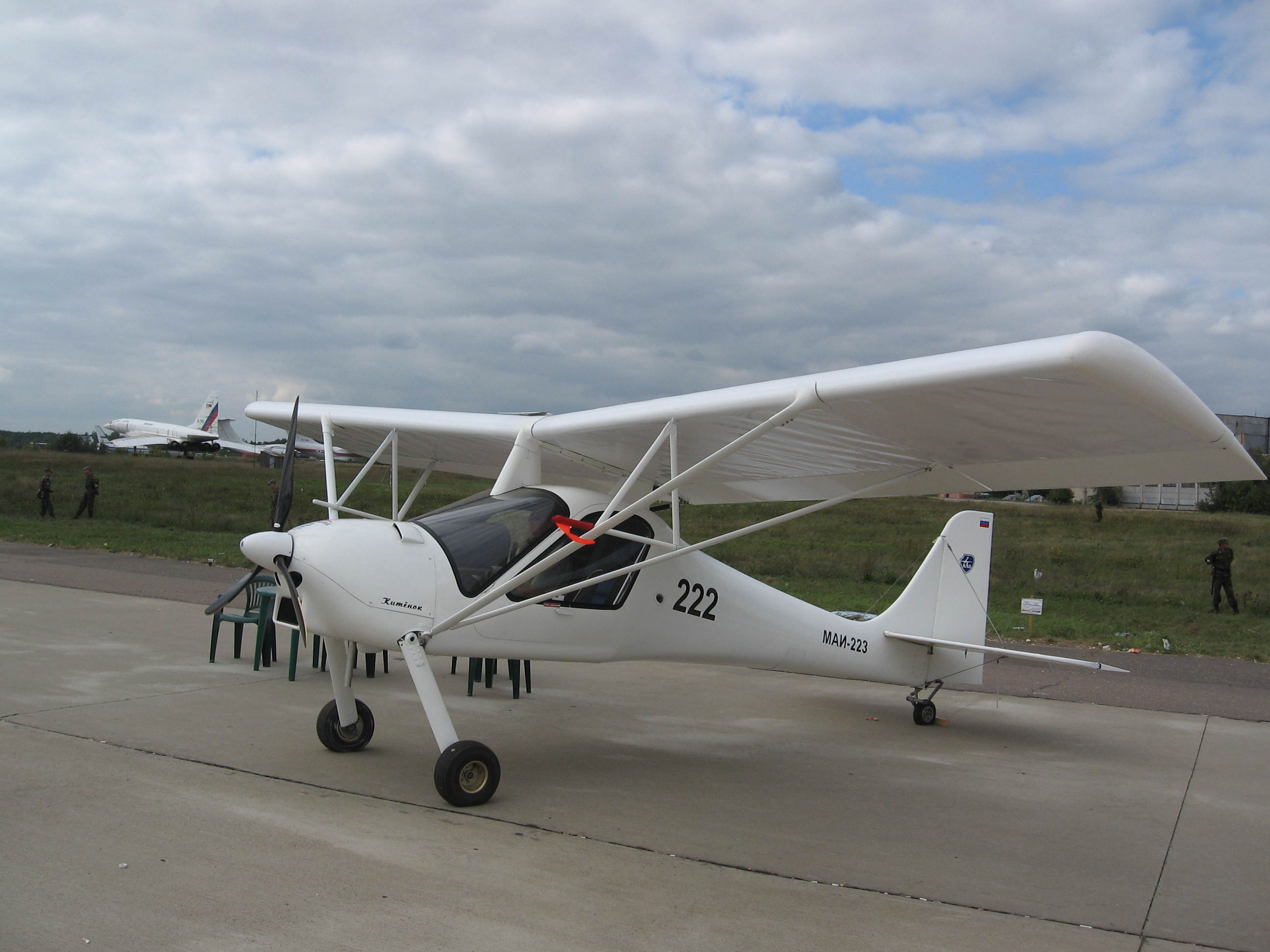
Самолёт МАИ-223, разработан в Московском авиационном институте.
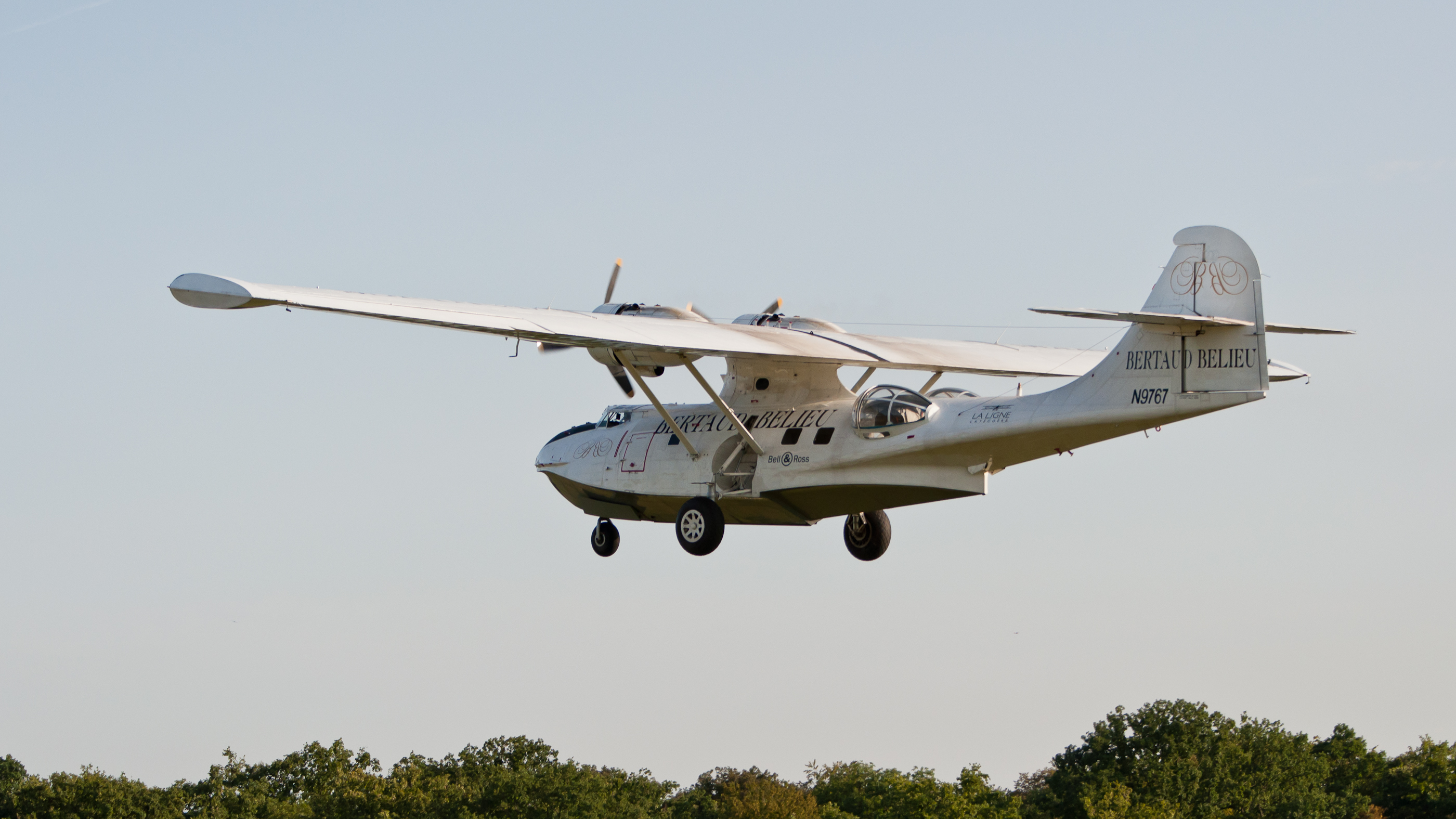
PBY-5-А «Каталина».